# Wizjer (budownictwo)

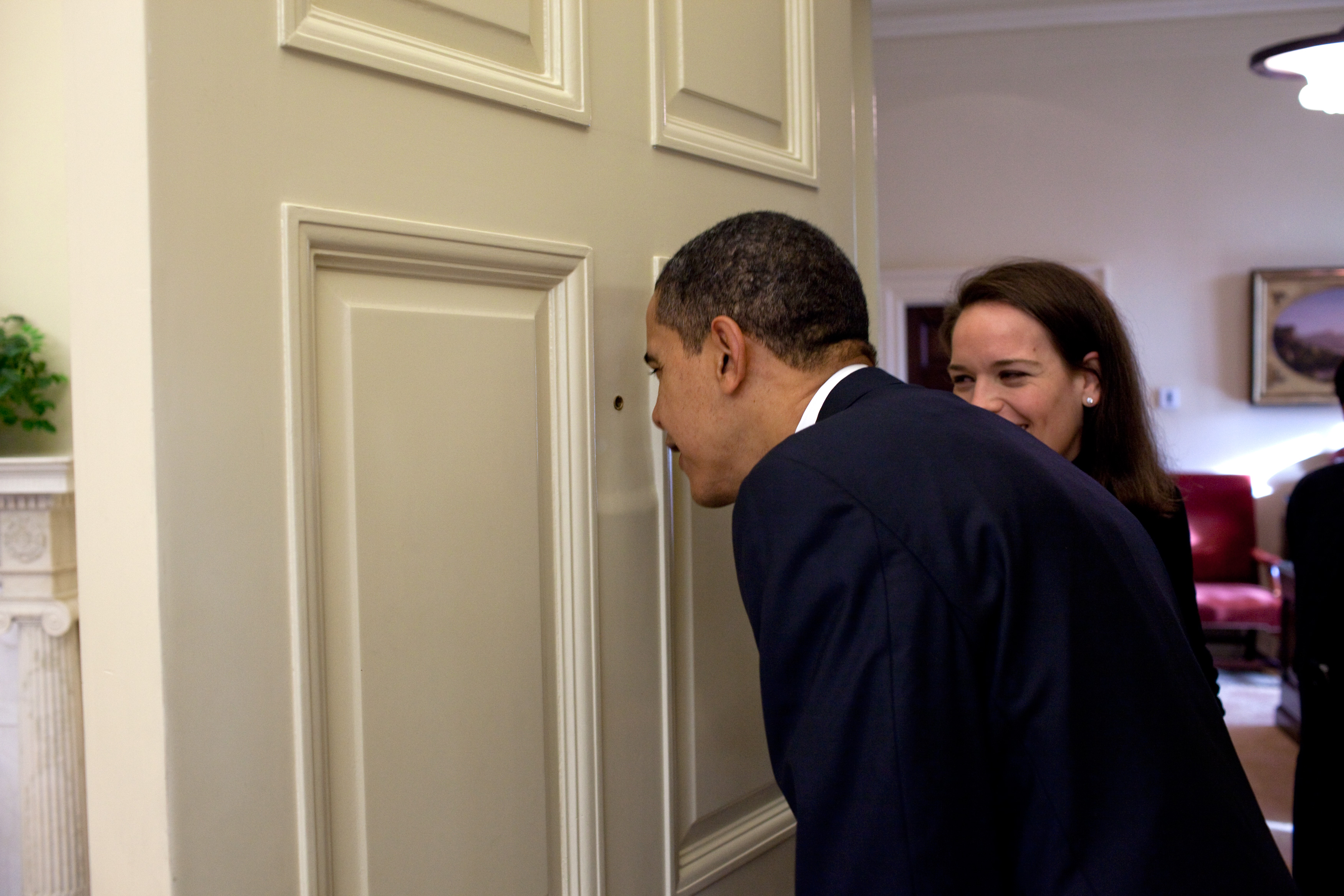
Barack Obama wygląda przez wizjer w drzwiach Gabinetu Owalnego w Białym Domu

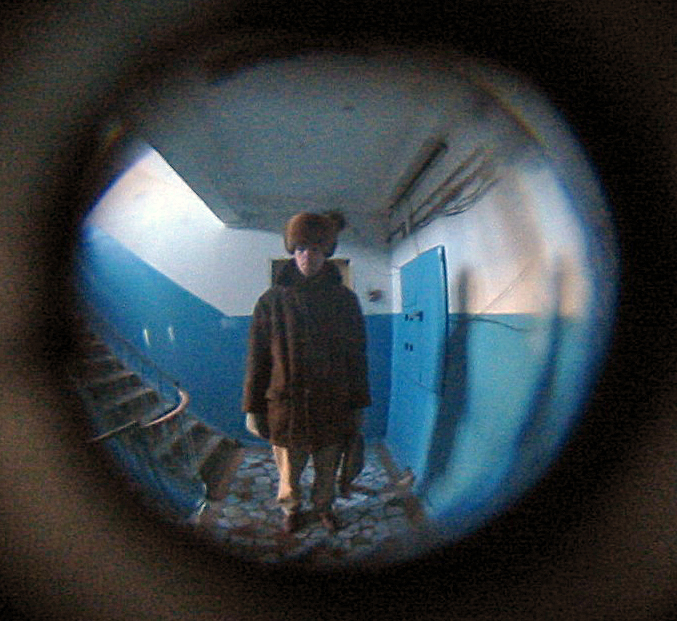
Widok przez typowy wizjer w drzwiach mieszkania na postać stojącą na korytarzu

Wizjer (potocznie judasz) – przyrząd optyczny umożliwiający sprawdzenie, czy ktoś stoi po drugiej stronie drzwi.  Zapewnia obraz szerokokątny, podobnie jak obiektyw typu rybie oko, co pozwala zobaczyć również osoby stojące obok drzwi lub osobę niskiego wzrostu stojącą blisko drzwi, np. dziecko.
Składa się z metalowej tuby niewielkich rozmiarów, zawierającej w środku układ soczewek. Montuje się go w drzwiach, na wysokości wzroku stojącego człowieka. Pozwala sprawdzić, co dzieje się po drugiej stronie drzwi, bez ich otwierania. Ma chronić przed wpuszczeniem niepożądanego gościa.